# Ракетний удар по будівлі Миколаївської ОДА
Обстріл будівлі Миколаївської обласної державної адміністрації — воєнний злочин вчинений російськими окупаційними військами 29 березня 2022 року під час боїв за Миколаїв. Найбільш масова загибель жителів Миколаєва за час російсько-української війни.

## Перебіг подій
Вибух ракети стався у вівторок вранці, 29 березня 2022 року, приблизно о 08:45. Удар припав на четвертий поверх будівлі, залишивши велику дірку з 9-го по 1-й поверх в її центральній частині, внаслідок чого третина девʼятиповерхівки була зруйнована вщент, а інша частина перебуває в аварійному стані. Вибуховою хвилею пошкоджено житлові та адміністративні будинки поблизу. Першим підтвердженням ракетного удару стало відео з камери спостереження на даху ЖК «Адмірал», розташованого ліворуч від адміністративної будівлі. Перші повідомлення в ЗМІ з'явилися о 08:55.
З-під завалів витягнули тіла 36 (за іншими джерелами — 34) загиблих. Двоє осіб померли у лікарні. 33 людини постраждали, 18 із них госпіталізовано. Розбирання завалів і пошук тіл загиблих тривали майже тиждень. 5 квітня Миколаївська обласна державна адміністрація опублікувала список загиблих, який містить 37 людей. Це 17 співробітників ОДА, 10 представників тероборони, 6 військовослужбовців, 2 працівники господарського суду та директор КП «Госптехобслуговування». Голова Миколаївської ОДА (начальник Миколаївської ОВА) Віталій Кім в момент влучання ракети не був на робочому місці. За його словами, проспав, що врятувало йому життя.
В момент удару сигнал «Повітряна тривога» на Миколаївщині не оголошували. Востаннє сирена звучала у проміжок часу 03:10 – 04:14. А наступна почала діяти з 10:02.
Відстань від епіцентру удару до лінії бойового зіткнення близько 20-30 км та постійно змінювалася в той чи інший бік. Перебувати в Миколаєві було небезпечно. Проте дистанційну (надомну) роботу для працівників урядової будівлі не запроваджували.

## Жертви
Військовослужбовці ТрО:
1. Лютов Владислав Ігорович
2. Мотельчук Володимир Сергійович
3. Олійник Дмитро Олегович
4. Оплята Костянтин Вікторович
5. Острянін Дмитро Володимирович
6. Павлюк Петро Степанович
7. Салніс Антон Дмитрович
8. Степасюк Андрій Васильович
9. Фарафонов Сергій Вікторович
10. Шамонін Сергій Євгенійович

Військовослужбовці Держспецзв’язку:
1. Кондратенко Дмитро Іванович
2. Чернявський Андрій Володимирович

Військовослужбовці 19 ПОГП:
1. Аркушенко Владислав Олександрович
2. Обеременко Кирило Васильович
3. Токарєв Володимир Володимирович
4. Федоров Максим Володимирович

Співробітники Господарського суду:
1. Долгова Анастасія Олегівна
2. Торхова Надія Олександрівна

Співробітники облдержадміністрації:
1. Бінчева Марія Йосипівна
2. Бучковська Анжеліка Мирославівна
3. Гавриш Оксана Вікторівна
4. Григоренко Ірина Сергіївна
5. Деменнікова Тетяна Анатоліївна
6. Заблоцька Ольга Григорівна
7. Капуста Зульфія Мукаддасівна
8. Кочетова Ірина Володимирівна
9. Лавріненко Наталя Володимирівна
10. Лисік Валерія Олександрівна[21][22][23]
11. Літвінов Андрій Іванович
12. Попова Світлана Миколаївна
13. Солонар Артем Олегович
14. Турбіна–Хлопіна Олена Михайлівна
15. Хаітов Станіслав Вячеславович
16. Хомровий Микола Олександрович, батько олімпійської чемпіонки, української спортсменки Олени Хомрової
17. Шамраєв Віталій Володимирович

Співробітники КП:
1. Бойко Олександр Олександрович
2. Тянулін Андрій Євгенійович

## Розслідування
Дослідники з організації Truth Hounds дійшли висновку, що з великою ймовірністю, для удару по будівлі обласної влади було використано крилату ракету типу 3M-14, яку запустили з ракетного комплексу «Калібр-НК» на фрегаті «Адмірал Ессен» Чорноморського флоту ВМС РФ, який 29 березня 2022 року перебував в акваторії Чорного моря. Командувач фрегата — Олександр Смірнов, командир ракетно-артилерійської бойової частини корабля — Анатолій Перетятько.
Адмінбудівля Миколаївська облдержадміністрації, у Truth Hounds зазначають, являється цивільним об'єктом, захищеним міжнародним гуманітарним правом. Відповідно, її обстріл збройними силами Російської Федерації вважається умисним нападом на цивільний об’єкт та кваліфікується як воєнний злочин.
29 березня 2022 року розпочато досудове розслідування у кримінальному провадженні за фактом порушення законів та звичаїв війни, поєднаного з умисним вбивством (ч. 2 ст. 438 КК України). Досудове розслідування у кримінальному провадженні здійснюється слідчим відділом Управління СБУ в Миколаївській області за процесуального керівництва Миколаївської обласної прокуратури. Результати їх роботи невідомі.

## Реакція
Президент України Володимир Зеленський того ж дня згадав про удар у відеозверненні до данського Фолькетинга. Голова обласної адміністрації Віталій Кім висловив думку, що обстріл свідчить про відмову Росії від наступу на місто, оскільки для контролю над ним потрібен працездатний центр управління.

## Вшанування пам'яті
Рік потому, 29 березня 2023 року, на місці трагедії зібралися рідні та близькі загиблих, миколаївці, колеги та представники влади вшанували їхню пам'ять.
Миколаївці закликають міську владу після знесення руїн адмінбудівлі звести меморіал для вшанування пам'яті загиблих.